# Lotario Udo I di Stade
Lotario Udo I (950 – 23 giugno 994) fu conte di Stade.

## Biografia
Figlio di Enrico I il Calvo, conte di Stade, e sua moglie Giuditta di Wetterau, nipote di Gebeardo, duca di Lotaringia. Lotario è spesso confuso con suo nipote Lotario Udo II, figlio di suo fratello Sigfrido II, che fu margravio della Nordmark come Lotario Udo I. 
Gli scritti di Tietmaro di Merseburgo descrivono le vicende dei suoi tre zii materni Enrico, Udo e Sigfrido, catturati dai pirati assieme al conte Elergero e Tietmaro scrive che Udo fu decapitato.

## Matrimonio e figli
Lotario sposò una figlia sconosciuta di Siegbert, conte di Liesgau, e ebbero due figli: 
- Enrico III di Stade, canonico nella cattedrale di Hildesheim, dopo il 1002. Partecipò all'assassinio di Eccardo I di Meißen assieme al fratello Udo.
- Udo di Stade (986-1040), conte di Liesgau e Rittegau, sposato con Bertrada di una famiglia sconosciuta. Il loro figlio Teodorico I di Kahleberg fu ucciso nella battaglia di Werben il 10 settembre 1056. Teodorico sposò Bertrada, figlia di Teodorico III, conte d'Olanda. Udo partecipò, assieme al fratello Enrico, all'assassinio di Eccardo I di Meißen.

Non è chiaro quando Lotario fu conte prima della morte di suo fratello Enrico. 

## Ascendenza
|                         |   |                         | Genitori               |  |  | Nonni |  |  | Bisnonni           |  |  | Trisnonni |  |
|                         |   |                         |                        |  |  |       |  |  | Lotario I di Stade |  |  | …         |  |
|                         |   |                         |                        |  |  |       |  |  | Lotario I di Stade |  |  | …         |  |
|                         |   | …                       |                        |  |  |       |  |  | Lotario I di Stade |  |  |           |  |
| Lotario II di Stade     |   |                         |                        |  |  |       |  |  | Lotario I di Stade |  |  |           |  |
|                         |   | Oda di Sassonia         | Liudolfo di Sassonia   |  |  |       |  |  |                    |  |  |           |  |
|                         |   | Oda di Sassonia         | Liudolfo di Sassonia   |  |  |       |  |  |                    |  |  |           |  |
|                         |   | Oda di Sassonia         | Oda Billung            |  |  |       |  |  |                    |  |  |           |  |
| Enrico I di Stade       |   | Oda di Sassonia         |                        |  |  |       |  |  |                    |  |  |           |  |
|                         |   | …                       | …                      |  |  |       |  |  |                    |  |  |           |  |
|                         |   | …                       | …                      |  |  |       |  |  |                    |  |  |           |  |
|                         |   | …                       | …                      |  |  |       |  |  |                    |  |  |           |  |
| Swanhild di Sassonia    |   | …                       |                        |  |  |       |  |  |                    |  |  |           |  |
|                         |   | …                       | …                      |  |  |       |  |  |                    |  |  |           |  |
|                         |   | …                       | …                      |  |  |       |  |  |                    |  |  |           |  |
|                         |   | …                       | …                      |  |  |       |  |  |                    |  |  |           |  |
| Lotario Udo I di Stade  |   | …                       |                        |  |  |       |  |  |                    |  |  |           |  |
|                         | … | …                       |                        |  |  |       |  |  |                    |  |  |           |  |
|                         | … | …                       |                        |  |  |       |  |  |                    |  |  |           |  |
|                         | … | …                       |                        |  |  |       |  |  |                    |  |  |           |  |
| Odo di Wetterau         | … |                         |                        |  |  |       |  |  |                    |  |  |           |  |
|                         |   | …                       | …                      |  |  |       |  |  |                    |  |  |           |  |
|                         |   | …                       | …                      |  |  |       |  |  |                    |  |  |           |  |
|                         |   | …                       | …                      |  |  |       |  |  |                    |  |  |           |  |
| Giuditta di Wetterau    |   | …                       |                        |  |  |       |  |  |                    |  |  |           |  |
|                         |   | Erberto I di Vermandois | Pipino I di Vermandois |  |  |       |  |  |                    |  |  |           |  |
|                         |   | Erberto I di Vermandois | Pipino I di Vermandois |  |  |       |  |  |                    |  |  |           |  |
|                         |   | Erberto I di Vermandois | …                      |  |  |       |  |  |                    |  |  |           |  |
| Cunegonda di Vermandois |   | Erberto I di Vermandois |                        |  |  |       |  |  |                    |  |  |           |  |
|                         |   | Liutgarda               | …                      |  |  |       |  |  |                    |  |  |           |  |
|                         |   | Liutgarda               | …                      |  |  |       |  |  |                    |  |  |           |  |
|                         |   | Liutgarda               | …                      |  |  |       |  |  |                    |  |  |           |  |
|                         |   | Liutgarda               |                        |  |  |       |  |  |                    |  |  |           |  |